# Michał z Widawy herbu Awdaniec
Michał z Widawy herbu Awdaniec (ur. przed 1388 r., zm. po 1412 r.)  
W 1388 r. – razem z braćmi: Mikołajem z Puczniewa, Piotrem i Jakubem z Rogoźna,  uzyskał od króla Władysława Jagiełły przywilej na lokację miasta Widawy.